# سارا بيترز
سارا بيترز هي دراجة بلجيكية، ولدت في 15 فبراير 1985 في Lier, Belgium ‏ في بلجيكا.

## وصلات خارجية
- سارا بيترز على موقع الاتحاد الدولي للدراجات (الإنجليزية)
- سارا بيترز على موقع أرشيف الدراجات (الإنجليزية)
- سارا بيترز على موقع إحصائيات الدراجات الإحترافية (الإنجليزية)